# Pascal Bosschaart
Pascal Bosschaart (Rotterdam, 28 febbraio 1980) è un allenatore di calcio ed ex calciatore olandese, di ruolo difensore, tecnico della formazione Under-21 del Feyenoord.

## Carriera
Debuttò in Eredivisie nella stagione 1997-1998 con l'Utrecht, in cui giocò fino alla stagione 2003-2004. Nel 2004 venne comprato dal Feyenoord con cui debuttò nella vittoria per 6-1 contro il De Graafschap il 15 agosto 2004. Nell'agosto 2006 venne acquistato dall'ADO Den Haag dove ha giocato per sei stagioni fino al 2011.
Il 17 giugno 2011 il calciatore ha firmato un contratto di un anno con il club australiano Sydney FC. Segna il suo primo gol il 10 novembre 2012 nella partita persa dal Sydney FC contro il Melbourne Victory.
Una volta terminata la carriera da giocatore inizia quella da allenatore negli staff di IJsselmeervogels, Cambuur e Dordrecht. Nel 2024 viene chiamato ad allenare l’Under-21 del Feyenoord mentre nel febbraio 2025 è promosso ad interim sulla panchina della prima squadra debuttando con una vittoria nei play-off di Champions contro il Milan (1-0). Dopo aver superato il turno viene sostituito da Robin van Persie lasciando la squadra al terzo posto in Eredivisie. 

## Statistiche

### Statistiche da allenatore
Statistiche aggiornate al 22 febbraio 2025.
| Stagione            | Squadra          | Campionato      | Campionato | Campionato | Campionato | Campionato | Coppe nazionali | Coppe nazionali | Coppe nazionali | Coppe nazionali | Coppe nazionali | Coppe continentali | Coppe continentali | Coppe continentali | Coppe continentali | Coppe continentali | Altre coppe | Altre coppe | Altre coppe | Altre coppe | Altre coppe | Totale | Totale | Totale | Totale | % Vittorie | Piazzamento |
| Stagione            | Squadra          | Comp            | G          | V          | N          | P          | Comp            | G               | V               | N               | P               | Comp               | G                  | V                  | N                  | P                  | Comp        | G           | V           | N           | P           | G      | V      | N      | P      | %          |             |
| ------------------- | ---------------- | --------------- | ---------- | ---------- | ---------- | ---------- | --------------- | --------------- | --------------- | --------------- | --------------- | ------------------ | ------------------ | ------------------ | ------------------ | ------------------ | ----------- | ----------- | ----------- | ----------- | ----------- | ------ | ------ | ------ | ------ | ---------- | ----------- |
| ago. 2017           | IJsselmeervogels | TD              | 1          | 1          | 0          | 0          | CO              | 1               | 0               | 0               | 1               | -                  | -                  | -                  | -                  | -                  | -           | -           | -           | -           | -           | 2      | 1      | 0      | 1      | 50,00      | Ad interim  |
| dic. 2021-mar. 2022 | Cambuur          | ED              | 13         | 2          | 3          | 8          | CO              | 1               | 0               | 0               | 1               | -                  | -                  | -                  | -                  | -                  | -           | -           | -           | -           | -           | 14     | 2      | 3      | 9      | 14,29      | Ad interim  |
| ott.-nov. 2022      | Cambuur          | ED              | 4          | 0          | 0          | 4          | CO              | -               | -               | -               | -               | -                  | -                  | -                  | -                  | -                  | -           | -           | -           | -           | -           | 4      | 0      | 0      | 4      | &0,00      | Ad interim  |
| Totale Cambuur      | Totale Cambuur   | Totale Cambuur  | 17         | 2          | 3          | 12         |                 | 1               | 0               | 0               | 1               |                    | -                  | -                  | -                  | -                  | -           | -           | -           | -           | -           | 18     | 2      | 3      | 13     | 11,11      |             |
| feb. 2025           | Feyenoord        | ED              | 2          | 1          | 1          | 0          | CO              | -               | -               | -               | -               | UCL                | 2                  | 1                  | 1                  | 0                  | SO          | -           | -           | -           | -           | 4      | 2      | 2      | 0      | 50,00      | Ad interim  |
| Totale carriera     | Totale carriera  | Totale carriera | 20         | 4          | 4          | 12         |                 | 2               | 0               | 0               | 2               |                    | 2                  | 1                  | 1                  | 0                  |             | -           | -           | -           | -           | 24     | 5      | 5      | 14     | 20,83      |             |

## Palmarès

### Club

#### Competizioni nazionali
- Coppa dei Paesi Bassi: 2

Utrecht: 2002-2003, 2003-2004